# Corentin Celton (metropolitana di Parigi)
Corentin Celton è una stazione della linea 12 della metropolitana di Parigi.
Si trova nel comune di Issy-les-Moulineaux.

## La stazione
Venne aperta il 24 marzo 1934 con il nome di Petits Ménages.
Il nome derivava dall'antico ospizio Petits Ménages, allora situato nel VII arrondissement di Parigi, poi spostato a Issy-les-Moulineaux.
Situata in prossimità dell'ospizio, la stazione ne porterà il nome fino al 15 ottobre 1945 quando essa prese il nome di Corentin Celton, un impiegato dell'ospizio, appartenente alla resistenza francese, fucilato dai tedeschi.

## Interscambi
- Bus RATP - 126, 189, 394, TUVIM
- Noctilien - N62